# Saxána a Lexikon kouzel
Saxána a Lexikon kouzel je český pohádkový film z roku 2011 režiséra Václava Vorlíčka. Jde o pokračování pohádky Dívka na koštěti. Na motivy filmu napsala Ivona Březinová stejnojmennou knihu.

## Děj
Saxána, mladá čaroděnice, která utekla do světa lidí má nyní rodinu s dcerou Saxánkou. Saxánka jednou jde na půdu, kde objeví mamčino tajemství: truhlu s zapomenutou knihou kouzel. Ihned jedno kouzlo vyzkouší, přivolá raracha Krakavouse, a uteče s ním do světa pohádek.Tam se dostane i její teta Irma, která vypadla z vlaku. Irmu si zamiluje ředitel říše, a ona mu ukáže komiks s Crashmanem, šílencem který se chce stát pánem světa. Kouzelník Vigo se chce řediteli zavděčit, tak Crashmana zhmotní. Crashmen se zmocní kouzelné hůlky, a začarovává obyvatele do kamene, a zamiluje se do Irmy. Saxánku hlídají morkolabové. Krakavous jí chce pomoct, a zatímco hledá Lexikon kouzel, Saxánka si pomůže sama. Potom chtějí zastavit Crashmana, a na radu, kde pátrat po lexikonu, se chtějí zeptat saxánčina dědy Netopýra, kterého vězní Baba Jaga.Jdou ho zachránit. Mezitím Irma vezme Crashmanovi hůlku, a uprchne do vlaku, z kterého vypadla. Tam se do ní zamiluje nakladatel Pleskot. Zatím se na Zemi rozjíždí scéna, když Saxána hledá Saxánku na půdě a objeví knihu. Zkouší čarovat, ale dopadá to hrozně. Saxánka vysvobodí dědečka a najde Lexikon kouzel. Odčaruje zkamenělé a vrátí se domů v podobě sovy i s dědečkem. Irma vyřeší nadbytek nápadníků začarováním na tři Irmy.

## Obsazení
| Helena Nováčková             | Saxánka          |
| Petra Černocká               | Saxána           |
| Jan Hrušínský                | Honza Bláha      |
| Jiřina Bohdalová             | Irma             |
| Petr Nárožný                 | Evžen            |
| Jaromír Dulava               | Crashman         |
| Jiří Lábus                   | Pleskot          |
| Naďa Konvalinková            | Laštovková       |
| Ota Jirák                    | Dr. Kadeřábek    |
| Markéta Hrubešová            | zdravotní sestra |
| Uršula Kluková               | čarodějnice      |
| Josef Somr                   | ředitel          |
| Bronislav Poloczek           | Vigo             |
| Oldřich Hrůza                | čert             |
| Matěj Kužel                  | vodník           |
| Jan Kuželka                  | obžalovaný       |
| Stanislav Dodok              | Holoubek         |
| Petr Kocourek, Jaromír Nosek | policisté        |
| Pavel Hašmuk                 | číšník           |
| Alice Šnirychová             | Baba Jaga        |
| Veronika Helceová            |                  |
| Ivo Halk                     |                  |
| Petr Král                    |                  |
| Julie Nováčková              |                  |
| Miroslava Drozdová           |                  |
| Aisha Honzlová               |                  |

### Postavy 3D
| Štěpán Krtička                | Krakavous    |
| Ladislav Cigánek              | Vincek       |
| Dalimil Klapka                | Řehoř        |
| Libor Terš, Jakub Saic        | baziliškové  |
| Otmar Brancuzský, Tomáš Racek | morkolabové  |
| Karel Gult                    | děda Netopýr |
| Daniel Rous, Jaromír Meduna   | draci        |
| Eva Spoustová                 | Chlupáč      |
| Tomáš Racek                   | Hladovec     |